# Jean Auguste Ross
Pour les articles homonymes, voir Ross.
Jean Auguste Ross (6 septembre 1851-3 février 1920) est un médecin, coroner et homme politique fédéral du Québec.

## Biographie
Né à Rimouski dans le Canada-Est, il étudia au Collège Sainte-Anne et au Séminaire de Rimouski. Après avoir étudié la médicine à l'Université Laval de Québec, il partit pratiquer dans sa région natale. Il devint ensuite coroner du District de Rimouski et officier des quarantaines du port. Lors d'une élection partielle déclenchée en 1897 après la nomination au Sénat du député sortant Jean-Baptiste Fiset, il entre en politique fédérale en devenant député du Parti libéral du Canada dans la circonscription de Rimouski. Réélu en 1900, 1904 et en 1908, il est défait en 1911.